# Skadar
Skadar (cyr. Скадар) – wieś w Serbii, w okręgu kolubarskim, w gminie Osečina. W 2011 roku liczyła 573 mieszkańców.